# Хилтон Бич (Онтарио)
Хилтон Бич (енгл. Hilton Beach) је село у Канади у покрајини Онтарио. Према резултатима пописа 2011. у селу је живело 145 становника.

## Становништво
Према резултатима пописа становништва из 2011. у граду је живело 145 становника, што је за 15,7% мање у односу на попис из 2006. када је регистровано 172 житеља.
| 2006. | 2011. |
| ----- | ----- |
| 172   | 145   |